# مال (فیلم)
مال یا مرکز خرید (به انگلیسی: Mall) و مرکز خرید: یک روز برای کشتن (به انگلیسی: Mall: A Day to Kill) فیلمی محصول سال ۲۰۱۴ و به کارگردانی جو هان است. در این فیلم بازیگرانی همچون وینسنت دن آفریو، جینا گرشان، کامرون مانهن، جیمز فرش‌ویل، جان هنسلی، سیانائو اسمیت-مکفی، استیفن تیلور، رید اوینگ، پیتر استورماره، بنگا آکینابه و کیمبرلی کین ایفای نقش کرده‌اند.